# Hornatina
Hornatina je typ zemského povrchu s velmi členitým reliéfem. Výšková členitost je 300 až 600 m. V Česku hornatiny zaujímají zpravidla část povrchu v nadmořské výšce 900 až 1 600 m.
Hornatiny mají výrazné úpatí vůči sousedním terénním tvarům. Jsou rozlišovány plochá hornatina (s výškovou členitostí 300–450 m) a členitá hornatina (450–600 m). Méně členitá než hornatina je vrchovina, více členitá je velehornatina.

## Příklady hornatin
- Hrubý Jeseník
- Šumava
- Krkonoše